# Heidi (serial telewizyjny 1978)
Heidi – serial telewizyjny dla dzieci, produkcji zachodnioniemiecko-szwajcarskiej. Historia dziewczynki, która mieszka z dziadkiem w szwajcarskich Alpach. Jest jedną z najbardziej znanych ekranizacji powieści Heidi, szwajcarskiej pisarki; Johanny Spyri. 
Światowa (szwajcarska) premiera serii miała miejsce jesienią 1978 roku. W Polsce, serial emitowała Telewizja Polska, w sobotnim porannym bloku programów dla dzieci; od końca 1989 roku do 23 czerwca 1990. 

## Fabuła
Mała Heidi jest sierotą, wychowywaną przez siostrę zmarłej matki. Gdy ciotka dostaje jednak propozycję dobrej pracy we Frankfurcie, oddaje przeszkadzającą jej w tym Heidi, pod opiekę zdziwaczałego dziadka, zwanego Halnym Stryjkiem. Heidi szybko się z nim zaprzyjaźnia, a za jej sprawą, zmienia się wizerunek dziadka we wsi. Wnuczce i dziadkowi nie jest jednak dane cieszyć się długo wspólnym życiem, gdyż ciotka niespodziewanie wraca i oświadcza, iż zabiera dziewczynkę do Frankfurtu, gdzie ma być towarzyszką zabaw chorej Klary. Heidi nie czuje się dobrze w nowym miejscu i coraz bardziej tęskni za domem. Gdy zaczyna chorować, lekarz rodzinny każe bezzwłocznie odesłać ją na wieś. Heidi szybko odzyskuje siły i zaprasza przyjaciółkę na wakacje. Pobyt chorej dziewczynki w górach przywraca jej siły i Klara również wkrótce wraca do zdrowia.

## Obsada
- Katia Polletin jako Heidi
- René Deltgen jako dziadek (Halny Stryjek)
- Rosalind Speirs jako ciotka Deta
- Nicholas Barnes jako Piotrek
- Lisa Helwig jako babka
- Gaby Fehling jako Brygida
- Katharina Böhm jako Klara
- Brigitte Horney jako babcia
- Sonja Sutter jako panna Rottenmeier
- Joachim Hansen jako pan Sesemann
- Henry van Lyck jako Sebastian
- Muriel Villiers jako Tinetta
- Herbert Tiede jako doktor